# Gran Premio Velo Alanya
El Gran Premio Velo Alanya (anteriormente: Tour of Eftalia Hotels & Velo Alanya) es una carrera ciclista femenina de un día que tiene lugar entre la Provincia de Antalya en Turquía.
La carrera hace parte del Calendario UCI Femenino en categoría 1.2.
La primera edición se corrió en 2018 como una carrera por etapas de categoría 2.2 bajo la denominación de Tour of Eftalia Hotels & Velo Alanya con victoria de la ciclista rusa Olga Zabelinskaya. Para la segunda edición en 2019 la carrera pasó a ser una competencia de un día y así mismo se creó una versión masculina homónima.

## Palmarés
| Año  | Ganador              | Segundo             | Tercero             |
| ---- | -------------------- | ------------------- | ------------------- |
| 2018 | Olga Zabelínskaya    | Mariya Novolódskaya | Hanna Solovéi       |
| 2019 | Olena Sharha         | Christina Perchtold | Taisa Naskovich     |
| 2020 | Daria Malkova        | Mariia Miliaeva     | Margarita Syrodoeva |
| 2021 | Alena Ivanchenko     | Yanina Kuskova      | Mariya Novolódskaya |
| 2022 | Viktoriia Yaroshenko | Olga Shekel         | Manon Souyris       |

## Palmarés por países
| País    | Victorias |
| ------- | --------- |
| Rusia   | 3         |
| Ucrania | 2         |